# Жан-Давид Богель
Жан-Давид Богель (фр. Jean-David Beauguel; нар. 21 березня 1992, Страсбург) — французький футболіст, нападник польського клубу «Сталь» (Мелець).
Виступав, зокрема, за клуби «Тулуза» та «Дукла» (Прага).
Володар Кубка Чехії.

## Ігрова кар'єра
У дорослому футболі дебютував 2010 року виступами за команду «Тулуза-2», в якій провів один сезон, взявши участь у 22 матчах чемпіонату. 
У складі основи клубу «Тулуза», Жан-Давид не провів жодної гри в чемпіонаті, хоча відзначився в матчі Кубку французької ліги 31 серпня 2011 року проти «Ніцци».
2012 року уклав контракт з клубом «Есперанс», у складі якого провів наступний рік своєї кар'єри гравця але жодної гри не провів. 
З 2013 року один сезон захищав кольори клубу «Валвейк». Більшість часу, проведеного у складі «Валвейка», був основним гравцем атакувальної ланки команди.
У липні 2014 року підписав трирічну угоду з чеським клубом «Дукла» (Прага). У першому сезоні Богель відіграв за клуб 28 матчів та забив вісім голів. За два сезони Жан-Давид відіграв за пражан 61 гру та забив дев'ять голів, у січні 2017 року француз підписав контракт із клубом «Фастав» (Злін).
На початку 2019 року підписав контракт з клубом «Вікторія» (Пльзень). Відіграв за пльзенську команду 97 матчів в національному чемпіонаті.
17 червня 2022 року Богель приєднався до саудівського клубу «Аль-Вахда».
24 лютого 2024 року француз перейшов до китайського клубу «Циндао Вест Кост».
24 лютого 2025 року, Богель до кінця поточного сезону перейшов до польської команди «Сталь» (Мелець).

## Титули і досягнення

### Командні
- Володар Кубка Чехії (1):

«Фастав» (Злін): 2016–17
- Чемпіон Чехії (1):

«Вікторія» (Пльзень): 2021–22

### Особисті
- Найкращий бомбардир чемпіонату Чехії (1):

2021—2022 (18 голів)